# Цвіле
Цві́ле — село в Україні, Кам'янському районі Дніпропетровської області.
Входить до складу Лихівської селищної громади. Населення — 126 мешканців.

## Географія
Село Цвіле знаходиться на відстані 0,5 км від села Яковлівка. По селу протікає пересихаючий струмок з загатою.

## Населення

### Мова
Розподіл населення за рідною мовою за даними перепису 2001 року:
| Мова       | Відсоток |
| ---------- | -------- |
| українська | 95,2 %   |
| вірменська | 2,4 %    |
| російська  | 2,4 %    |

## Інтернет-посилання
- Погода в селі Цвіле [Архівовано 21 грудня 2011 у Wayback Machine.]

1. ↑  Рідні мови в об'єднаних територіальних громадах України — Український центр суспільних даних